# Хант, Марша (актриса, 1917)
Марша Вирджиния Хант (англ. Marsha Virginia Hunt; 17 октября 1917, Чикаго, Иллинойс — 7 сентября 2022, Шерман-Окс, Калифорния) — американская актриса.

## Биография
Марша Хант родилась в Чикаго 17 октября 1917 года. Во время обучения в средней школе она также посещала драматическую школу, где брала уроки актёрского мастерства. Перед тем, как в 1934 году она подписала контракт с «Paramount Pictures», Хант некоторое время работала в качестве певицы и модели. Её кинодебют состоялся спустя год в картине, где ей сразу же досталась одна из основных ролей.
В 1938 году Марша вышла замуж за режиссёра Джерри Хоппера, с которым развелась в 1943. Спустя три года, в 1946, она стала супругой сценариста Роберта Преснелла мл., брак с которым продлился до его смерти в 1986 году.
В 1930-х и в 1940-х годах помимо активной работы в кино, Хант также много времени уделяла социальным организациям. Её подпись часто стояла на различных петициях в продвижении многих либеральных программ. Она также была одним из членов Комитета первой поправки, где также состояли такие голливудские звёзды, как Мирна Лой, Хамфри Богарт, Генри Фонда, Фрэнк Синатра и многие другие. В связи с этим её имя появилась на страницах антикоммунистического издания Red Channels и вскоре Марша Хант вместе с мужем попала в чёрный список Голливуда. Это вызвала большие проблемы в их карьере, так как многие режиссёры отказывались снимать актрису в своих фильмах.
27 октября 1947 года она с группой из 30 деятелей кино (включая Джона Хьюстона и Лорен Бэколл) отправилась в Вашингтон, чтобы протестовать против действий Конгресса. Спустя три дня она вернулась в Голливуд, и тут же ей был представлен ультиматум, осуждающий её действия. Ей предлагалось прекратить либеральную деятельность, а иначе путь на большие экраны будет для неё закрыт. Марша Хант была очень возмущена данным фактом, потому что не являлась коммунисткой, а лишь боролась за свободу слова и свободную демократию, и отказалась пойти на компромисс. Тем самым актриса ещё больше усугубила свою карьеру в кино, которая почти угасла в 1949 году.
В дальнейшие годы она появилась всего в нескольких кинофильмах и в основном работала на телевидении. Впоследствии, хотя взгляды американского правительства сильно изменились и чёрный список прекратил своё существование, Марша Хант так и не вышла на прежний звёздный уровень 1930-х годов. Последний раз на экранах она появилась в короткометражке Эдди Мюллера в 2008 году.
Скончалась 7 сентября 2022 года.

## Частичная фильмография
| Год  |   | Русское название                 | Оригинальное название          | Роль                       |
| ---- | - | -------------------------------- | ------------------------------ | -------------------------- |
| 1940 | ф | Гордость и предубеждение         | Pride and Prejudice            | Мэри Беннет                |
| 1940 | ф | Эллери Куин, мастерский детектив | Ellery Queen, Master Detective | Барбара Браун              |
| 1943 | ф | Человеческая комедия             | The Human Comedy               | Дайана Стид                |
| 1943 | ф | Пилот № 5                        | Pilot #5                       | Фредди Эндрюс              |
| 1943 | ф | Всем смерть!                     | Cry «Havoc»                    |                            |
| 1944 | ф | Никто не избежит                 | None Shall Escape              | Мария Пасирковски          |
| 1944 | ф | Музыка для миллионов             | Music for Millions             |                            |
| 1948 | ф | Грязная сделка                   | Raw Deal                       | Энн Мартин                 |
| 1960 | ф | Грабители                        | The Plunderers                 | Кейт Миллер, хозяйка отеля |
| 1971 | ф | Джонни взял ружьё                | Johnny Got His Gun             | мать Джо                   |